# Los del Momento
Los del Momento es el primer álbum colaborativo y el álbum debut de Maso como productor ejecutivo, luego de su separación del dueto con El Chal, V.I.P., Vidas Impartiendo Palabra.
Este álbum cuenta con la participación de artistas urbanos como Joel Upperground, Álex Zurdo, El Bima, Travy Joe, Yanuri con una nueva versión de «Escúchame Señor».

## Lista de canciones
| N.º | Título                                               | Productor(es)    | Duración |  |
| 1.  | «Ando Buscando» (Maso)                               | Lutek, Kal-d     | 3:20     |  |
| 2.  | «Pa' La Pelea» (El Sánchez)                          | Kal-d & Guardián | 3:19     |  |
| 3.  | «No Quiero Fama» (Leo y Alex Zurdo)                  | Mix One Studios  | 3:35     |  |
| 4.  | «No Hay Necesidad» (Michael Pratts y El Sánchez)     | Kal-d & Guardián | 3:37     |  |
| 5.  | «Confundelos» (Lion Sama)                            | Kal-d & Guardián | 3:27     |  |
| 6.  | «Royal Rumble» (Leo y Maso)                          | Mix One Studios  | 3:27     |  |
| 7.  | «Dispuesto» (Don Misionero y DJ Sace)                | DJ Sace          | 3:07     |  |
| 8.  | «El Enemy Se Agalla» (Mr. Boy y Yanuri)              | Kal-d & Guardián | 3:34     |  |
| 9.  | «Agradecerte» (Alex Zurdo)                           | Mix One Studios  | 3:31     |  |
| 10. | «Escúchame Señor» (Yanuri)                           | Lutek            | 3:49     |  |
| 11. | «Se Preguntan» (Papo V)                              | Kal-d & Guardián | 3:54     |  |
| 12. | «No Prevalecen» (Alex Zurdo, Mr. Boy y El Bima)      | Kal-d & Guardián | 3:39     |  |
| 13. | «Cuerpo Unido» (Georgie y Joel Upperground)          | Kal-d & Guardián | 3:11     |  |
| 14. | «Mujer Virtuosa» (Karina y Maso)                     | Kal-d & Guardián | 3:09     |  |
| 15. | «Vete Al Hospital» (Carlitos, Christian y Shirleiny) | Kal-d & Guardián | 3:39     |  |
| 16. | «Rapero Con Unción» (Gama)                           | Kal-d & Guardián | 3:48     |  |
| 17. | «Si Tu Estás En Él» (RPS)                            | Kal-d & Guardián | 3:17     |  |
| 18. | «Mi Lamento» (Alex Zurdo y Michael Pratts)           | Kal-d & Guardián | 3:48     |  |
| 19. | «Activao» (Travy Joe)                                | Kal-d & Guardián | 3:13     |  |